# Glimmer Man
The Glimmer Man es una película estadounidense de acción de 1996 dirigida por John Gray, en la que actúan Steven Seagal, Keenen Ivory Wayans, Bob Gunton y Brian Cox.

## Argumento[1]
Jack Cole (Steven Seagal), agente de inteligencia gubernamental conocido como el "Destello" —"Glimmer Man"— por su rapidez y discreción de movimientos, deja atrás su antiguo rol y es transferido de Nueva York al Departamento de Policía de Los Ángeles.
Cole es asignado en pareja con Jim Campbell (Keenen Ivory Wayans), un policía recio y duro cuya personalidad choca con la de Cole, un hombre misterioso, solitario y de fuertes creencias y costumbres budistas. Ambos deben dejar atrás sus diferencias y trabajar codo con codo para resolver un caso que les han asignado, acerca de un asesino en serie llamado "El Hogareño" por su costumbre de asesinar a grupos familiares enteros.
Las últimas víctimas del Hogareño son la exesposa de Cole, Ellen, y su actual marido Andrew Dunleavy. Durante el peritaje los agentes descubren huellas dactilares de Cole en el cuerpo de Ellen, lo que lleva a Campbell a sospechar de que los viejos jefes de Cole en el gobierno estén relacionados con los crímenes. Cole contacta a su amigo Smith (Brian Cox) para requerirle información, sin saber que este está asociado con el jefe criminal local Frank Deverell (Bob Gunton).
Cole y Campbell reciben un dato que los lleva hasta Christopher Maynard (Stephen Tobolowsky), quién admite haber cometido los crímenes del Hogareño que sucedieron antes del arribo de Cole a Los Ángeles; por ende, otra persona cometió los crímenes que sucedieron después, involucrando al propio Maynard como autor; Cole termina matando a Maynard en legítima defensa.
Tras varias pesquisas, Cole y Campbell se enteran de la verdadera identidad del Hogareño, así como de la existencia de un millonario trato de contrabando de armamento químico en el que están implicados Deverell y Smith, decidiendo actuar en contra de ellos.

## Reparto
- Steven Seagal como el Detective, Teniente Jack Cole.
- Keenen Ivory Wayans como el Detective Jim Campbell.
- Bob Gunton como Frank Deverell.
- Brian Cox como Smith.
- John M. Jackson como Donald Cunningham.
- Michelle Johnson como Jessica Cole.
- Stephen Tobolowsky como Christopher Maynard.
- Ryan Cutrona como el Capitán Harris.
- Richard Gant como el Detective Roden.

## Crítica[2]
La película recibió críticas variadas.
Al crítico Lawrence van Gelder, escritor del  New York Times, no le gustó la película. Declaró: "Discreta en suspenso, rutinaria en las escenas de acción y monótona en sus interpretaciones (…)"
La dirección de la cinta tuvo buena recepción por la crítica, ya que la historia se lleva a cabo en Los Ángeles, California y el director del filme resuelve para dar una imagen lúgubre a la película, con paisajes oscuros y nublados de la ciudad, muy similares a los usados en los clásicos de suspenso Seven con Brad Pitt y 8mm con Nicholas Cage, dándole a la historia un aspecto decadente y dramático, más que uno de acción y aventura.
La cinta cuenta con la participación de varios veteranos de la actuación como Bob Gunton y Brian Cox, dándole más peso y credibilidad a la cinta; por otra parte, la interpretación del actor cómico Keenen Ivory Wayans, como el policía compañero de Seagal, ayuda a que la historia corra con mayor fluidez ya que hacen buena mancuerna, esto es debido a la química creada por la fórmula del rebelde policía héroe y el conservador detective de color ya vista en cintas como Lethal Weapon con Mel Gibson.